# Regeringen Stoltenberg II

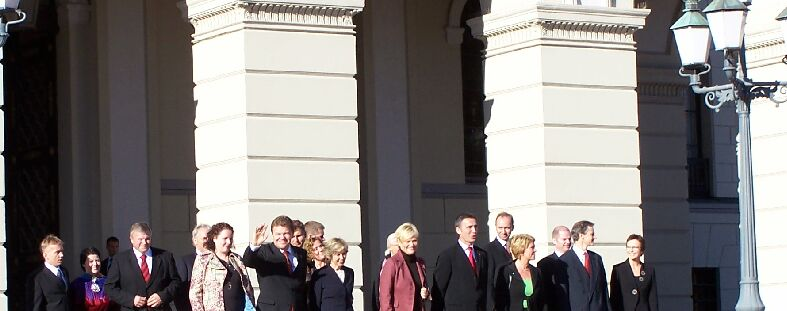
Regeringen Stoltenberg II utanför slottet i Oslo den 17 oktober 2005.

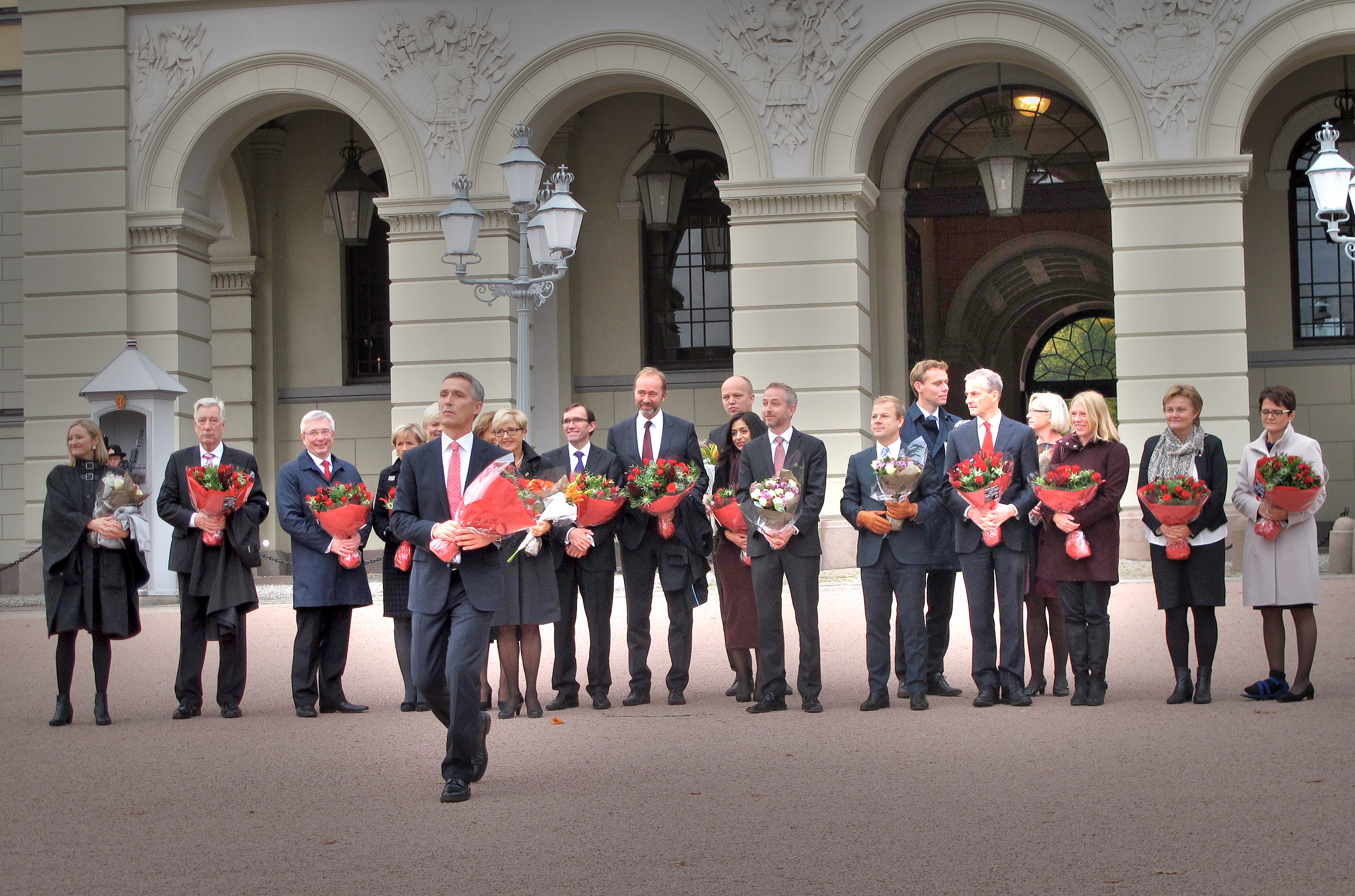
Avtackade statsråd vid ministärens avgång.

Regeringen Stoltenberg II var en norsk regering som tillträdde den 17 oktober 2005 och avgick den 16 oktober 2013. Statsminister var Jens Stoltenberg.
Det var en koalitionsregering som bestod av Det norske Arbeiderparti (Ap), Sosialistisk Venstreparti (SV) och Senterpartiet (Sp), som tillsammans fick majoritet vid stortingsvalet 2005. Efter förhandlingar blev partierna eniga om en regeringsplattform, Soria Moria-förklaringen, och kunde presentera en regeringsförklaring den 13 oktober. Regeringen bestod år 2007 av 19 statsråd, 44 statssekreterare och 26 politiska rådgivare. Regeringspartierna fick majoritet i Stortinget även i 2009 års val. Regeringen ombildades den 20 oktober 2009.
I stortingsvalet 2013 förlorade ministären regeringsmakten och avgick den 16 oktober 2013. Regeringen Stoltenberg II efterträddes av Regeringen Solberg.

## Statsråd
* Statsminister eller departementschef
| Titel | Namn | Namn                        | Tillträdde        | Avgick            | Parti                |
| --- | ---- | --------------------------- | ----------------- | ----------------- | -------------------- |
| Statsminister |      | Jens Stoltenberg*           | 17 oktober 2005   | 16 oktober 2013   | Arbeiderpartiet      |
| Statsråd i Statsministerns kontor (samordningsminister) |      | Karl Eirik Schjøtt-Pedersen | 20 oktober 2009   | 16 oktober 2013   | Arbeiderpartiet      |
| Statsråd i Arbetsmarknadsdepartementet (Arbetsmarknads- och integrationsdepartementet t.o.m. 31 december 2009) (Arbetsmarknads- och socialdepartementet t.o.m. 31 december 2005)       |      | Bjarne Håkon Hanssen*       | 17 oktober 2005   | 20 juni 2008      | Arbeiderpartiet      |
| Statsråd i Arbetsmarknadsdepartementet (Arbetsmarknads- och integrationsdepartementet t.o.m. 31 december 2009) (Arbetsmarknads- och socialdepartementet t.o.m. 31 december 2005)       |      | Dag Terje Andersen*         | 20 juni 2008      | 2 oktober 2009    | Arbeiderpartiet      |
| Statsråd i Arbetsmarknadsdepartementet (Arbetsmarknads- och integrationsdepartementet t.o.m. 31 december 2009) (Arbetsmarknads- och socialdepartementet t.o.m. 31 december 2005)       |      | Hanne Bjurstrøm*            | 20 december 2009  | 21 september 2012 | Arbeiderpartiet      |
| Statsråd i Arbetsmarknadsdepartementet (Arbetsmarknads- och integrationsdepartementet t.o.m. 31 december 2009) (Arbetsmarknads- och socialdepartementet t.o.m. 31 december 2005)       |      | Anniken Huitfeldt*          | 21 september 2012 | 16 oktober 2013   | Arbeiderpartiet      |
| Statsråd i Barn-, jämställdhets- och integrationsdepartementet (Barn- och jämställdhetsdepartementet t.o.m. 31 december 2009) (Barn- och familjedepartementet t.o.m. 31 december 2005) |      | Karita Bekkemellem*         | 17 oktober 2005   | 18 oktober 2007   | Arbeiderpartiet      |
| Statsråd i Barn-, jämställdhets- och integrationsdepartementet (Barn- och jämställdhetsdepartementet t.o.m. 31 december 2009) (Barn- och familjedepartementet t.o.m. 31 december 2005) |      | Manuela Ramin-Osmundsen*    | 18 oktober 2007   | 15 februari 2008  | Arbeiderpartiet      |
| Statsråd i Barn-, jämställdhets- och integrationsdepartementet (Barn- och jämställdhetsdepartementet t.o.m. 31 december 2009) (Barn- och familjedepartementet t.o.m. 31 december 2005) |      | Anniken Huitfeldt*          | 29 februari 2008  | 20 oktober 2009   | Arbeiderpartiet      |
| Statsråd i Barn-, jämställdhets- och integrationsdepartementet (Barn- och jämställdhetsdepartementet t.o.m. 31 december 2009) (Barn- och familjedepartementet t.o.m. 31 december 2005) |      | Audun Lysbakken*            | 20 oktober 2009   | 5 mars 2012       | Sosialistisk Venstre |
| Statsråd i Barn-, jämställdhets- och integrationsdepartementet (Barn- och jämställdhetsdepartementet t.o.m. 31 december 2009) (Barn- och familjedepartementet t.o.m. 31 december 2005) |      | Inga Marte Thorkildsen*     | 23 mars 2012      | 16 oktober 2013   | Sosialistisk Venstre |
| Statsråd i Finansdepartementet |      | Kristin Halvorsen*          | 17 oktober 2005   | 20 oktober 2009   | Sosialistisk Venstre |
| Statsråd i Finansdepartementet |      | Sigbjørn Johnsen*           | 20 oktober 2009   | 16 oktober 2013   | Arbeiderpartiet      |
| Statsråd i Fiskeri- och kustdepartementet |      | Helga Pedersen*             | 17 oktober 2005   | 2 oktober 2009    | Arbeiderpartiet      |
| Statsråd i Fiskeri- och kustdepartementet |      | Lisbeth Berg-Hansen*        | 20 oktober 2009   | 16 oktober 2013   | Arbeiderpartiet      |
| Statsråd i Försvarsdepartementet |      | Anne-Grete Strøm-Erichsen*  | 17 oktober 2005   | 20 oktober 2009   | Arbeiderpartiet      |
| Statsråd i Försvarsdepartementet |      | Grete Faremo*               | 20 oktober 2009   | 11 november 2011  | Arbeiderpartiet      |
| Statsråd i Försvarsdepartementet |      | Espen Barth Eide*           | 11 november 2011  | 21 september 2013 | Arbeiderpartiet      |
| Statsråd i Försvarsdepartementet |      | Anne-Grete Strøm-Erichsen*  | 21 september 2013 | 16 oktober 2013   | Arbeiderpartiet      |
| Statsråd i Hälso- och omsorgsdepartementet |      | Sylvia Brustad*             | 17 oktober 2005   | 20 juni 2008      | Arbeiderpartiet      |
| Statsråd i Hälso- och omsorgsdepartementet |      | Bjarne Håkon Hanssen*       | 20 juni 2008      | 20 oktober 2009   | Arbeiderpartiet      |
| Statsråd i Hälso- och omsorgsdepartementet |      | Anne-Grete Strøm-Erichsen*  | 20 oktober 2009   | 21 september 2012 | Arbeiderpartiet      |
| Statsråd i Hälso- och omsorgsdepartementet |      | Jonas Gahr Støre*           | 21 september 2012 | 16 oktober 2013   | Arbeiderpartiet      |
| Statsråd i Jordbruk- och livsmedelsdepartementet |      | Terje Riis-Johansen*        | 17 oktober 2005   | 20 juni 2008      | Senterpartiet        |
| Statsråd i Jordbruk- och livsmedelsdepartementet |      | Lars Peder Brekk*           | 20 juni 2008      | 18 juni 2012      | Senterpartiet        |
| Statsråd i Jordbruk- och livsmedelsdepartementet |      | Trygve Slagsvold Vedum*     | 18 juni 2012      | 16 oktober 2013   | Senterpartiet        |
| Statsråd i Justitie- och beredskapsdepartementet (Justitie- och polisdepartementet t.o.m. 31 december 2011)                                                                            |      | Knut Storberget*            | 17 oktober 2005   | 11 november 2011  | Arbeiderpartiet      |
| Statsråd i Justitie- och beredskapsdepartementet (Justitie- och polisdepartementet t.o.m. 31 december 2011)                                                                            |      | Grete Faremo*               | 11 november 2011  | 16 oktober 2013   | Arbeiderpartiet      |
| Statsråd i Kommunikationsdepartementet |      | Liv Signe Navarsete*        | 17 oktober 2005   | 20 oktober 2009   | Senterpartiet        |
| Statsråd i Kommunikationsdepartementet |      | Magnhild Meltveit Kleppa*   | 20 oktober 2009   | 18 juni 2012      | Senterpartiet        |
| Statsråd i Kommunikationsdepartementet |      | Marit Arnstad*              | 18 juni 2012      | 16 oktober 2013   | Senterpartiet        |
| Statsråd i Kommun- och regiondepartementet |      | Åslaug Haga*                | 17 oktober 2005   | 21 september 2007 | Senterpartiet        |
| Statsråd i Kommun- och regiondepartementet |      | Magnhild Meltveit Kleppa*   | 21 september 2007 | 20 oktober 2009   | Senterpartiet        |
| Statsråd i Kommun- och regiondepartementet |      | Liv Signe Navarsete*        | 20 oktober 2009   | 16 oktober 2013   | Senterpartiet        |
| Statsråd i Kulturdepartementet (Kultur- och kyrkodepartementet t.o.m. 31 december 2009)                                                                                                |      | Trond Giske*                | 17 oktober 2005   | 20 oktober 2009   | Arbeiderpartiet      |
| Statsråd i Kulturdepartementet (Kultur- och kyrkodepartementet t.o.m. 31 december 2009)                                                                                                |      | Anniken Huitfeldt*          | 20 oktober 2009   | 21 september 2012 | Arbeiderpartiet      |
| Statsråd i Kulturdepartementet (Kultur- och kyrkodepartementet t.o.m. 31 december 2009)                                                                                                |      | Hadia Tajik*                | 21 september 2012 | 16 oktober 2013   | Arbeiderpartiet      |
| Statsråd i Kunskapsdepartementet (Utbildnings- och forskningsdepartementet t.o.m. 31 december 2005)                                                                                    |      | Øystein Djupedal*           | 17 oktober 2005   | 18 oktober 2007   | Sosialistisk Venstre |
| Statsråd i Kunskapsdepartementet (Utbildnings- och forskningsdepartementet t.o.m. 31 december 2005)                                                                                    |      | Kristin Halvorsen*          | 20 oktober 2009   | 16 oktober 2013   | Sosialistisk Venstre |
| Statsråd i Kunskapsdepartementet (förskole- och utbildningsfrågor) |      | Bård Vegar Solhjell*        | 18 oktober 2007   | 20 oktober 2009   | Sosialistisk Venstre |
| Statsråd i Kunskapsdepartementet (förskole- och utbildningsfrågor) |      | Kristin Halvorsen*          | 20 oktober 2009   | 23 mars 2012      | Sosialistisk Venstre |
| Statsråd i Kunskapsdepartementet (forsknings- och högskolefrågor) |      | Tora Aasland                | 18 oktober 2007   | 23 mars 2012      | Sosialistisk Venstre |
| Statsråd i Miljödepartementet |      | Helen Bjørnøy*              | 17 oktober 2005   | 18 oktober 2007   | Sosialistisk Venstre |
| Statsråd i Miljödepartementet |      | Erik Solheim*               | 18 oktober 2007   | 23 mars 2012      | Sosialistisk Venstre |
| Statsråd i Miljödepartementet |      | Bård Vegar Solhjell*        | 23 mars 2012      | 16 oktober 2013   | Sosialistisk Venstre |
| Statsråd i Miljödepartementet (chefsförhandlare i klimatfrågor) |      | Hanne Bjurstrøm             | 20 oktober 2009   | 21 december 2009  | Arbeiderpartiet      |
| Statsråd i Närings- och handelsdepartementet |      | Odd Eriksen*                | 17 oktober 2005   | 29 september 2006 | Arbeiderpartiet      |
| Statsråd i Närings- och handelsdepartementet |      | Dag Terje Andersen*         | 29 september 2006 | 20 juni 2008      | Arbeiderpartiet      |
| Statsråd i Närings- och handelsdepartementet |      | Sylvia Brustad*             | 20 juni 2008      | 20 oktober 2009   | Arbeiderpartiet      |
| Statsråd i Närings- och handelsdepartementet |      | Trond Giske*                | 20 oktober 2009   | 16 oktober 2013   | Arbeiderpartiet      |
| Statsråd i Olje- och energidepartementet |      | Odd Roger Enoksen*          | 17 oktober 2005   | 21 september 2007 | Senterpartiet        |
| Statsråd i Olje- och energidepartementet |      | Åslaug Haga*                | 21 september 2007 | 20 juni 2008      | Senterpartiet        |
| Statsråd i Olje- och energidepartementet |      | Terje Riis-Johansen*        | 20 juni 2008      | 4 mars 2011       | Senterpartiet        |
| Statsråd i Olje- och energidepartementet |      | Ola Borten Moe*             | 4 mars 2011       | 16 oktober 2013   | Senterpartiet        |
| Statsråd i Reform-, förvaltnings- och kyrkodepartementet (Reform- och förvaltningsdepartementet t.o.m. 31 december 2009) (Moderniseringsdepartementet t.o.m. 31 december 2005)         |      | Heidi Grande Røys*          | 17 oktober 2005   | 20 oktober 2009   | Sosialistisk Venstre |
| Statsråd i Reform-, förvaltnings- och kyrkodepartementet (Reform- och förvaltningsdepartementet t.o.m. 31 december 2009) (Moderniseringsdepartementet t.o.m. 31 december 2005)         |      | Rigmor Aasrud*              | 20 oktober 2009   | 16 oktober 2013   | Arbeiderpartiet      |
| Statsråd i Utvecklingsdepartementet |      | Erik Solheim*               | 17 oktober 2005   | 23 mars 2012      | Sosialistisk Venstre |
| Statsråd i Utvecklingsdepartementet |      | Heikki Holmås*              | 23 mars 2012      | 16 oktober 2013   | Sosialistisk Venstre |
| Utrikesminister |      | Jonas Gahr Støre*           | 17 oktober 2005   | 21 september 2012 | Arbeiderpartiet      |
| Utrikesminister |      | Espen Barth Eide*           | 21 september 2012 | 16 oktober 2013   | Arbeiderpartiet      |